# Türkiye Kupası 1967/68
Die Türkiye Kupası 1967/68 war die 6. Auflage des türkischen Fußball-Pokalwettbewerbes. Der Wettbewerb begann am 25. Oktober 1967 mit der 1. Hauptrunde und endete am 23. Juni 1968 mit dem Rückspiel des Finals. Im Endspiel trafen Altay Izmir und Fenerbahçe Istanbul aufeinander. Fenerbahçe nahm zum dritten Mal am Finale teil. Für Altay war es das zweite Mal.

## 1. Hauptrunde
|                       | Gesamt    |                      | Hinspiel | Rückspiel |
| --------------------- | --------- | -------------------- | -------- | --------- |
| Izmir Denizgücü       | 0:4       | Mersin İdman Yurdu   | 0:1      | 0:3       |
| Adana Milli Mensucat  | 1:9       | Galatasaray Istanbul | 1:3      | 0:6       |
| MKE Ankaragücü        | 6:3       | Adana Demirspor      | 4:1      | 2:2       |
| Karşıyaka SK          | (M)3:3(M) | Vefa SK              | 3:2      | 0:1 n. V. |
| Trabzonspor           | (M)0:0(M) | PTT                  | 0:0      | 0:0       |
| Beykozspor            | 2:4       | Beşiktaş Istanbul    | 1:1      | 1:3       |
| Gençlerbirliği Ankara | 2:4       | Eskişehirspor        | 2:2      | 0:2       |
| Feriköy SK            | 5:1       | Düzce Gençlik        | 3:0      | 2:1       |
| Şekerspor             | 2:5       | Ankara Demirspor     | 1:4      | 1:1       |
| Bursaspor             | 4:2       | Izmirspor            | 2:1      | 2:1       |
| Altınordu Izmir       | 5:3       | Kütahyaspor          | 4:1      | 1:2       |
| Hacettepe             | 2:0       | İstanbulspor         | 0:0      | 2:0       |
| Samsunspor            | 0:1       | Bandırmaspor         | 0:0      | 0:1       |
| Göztepe Izmir         | 2:1       | Sarıyer GK           | 1:1      | 1:0       |
| Zonguldakspor         | 0:4       | Fenerbahçe Istanbul  | 0:1      | 0:3       |

## 2. Hauptrunde

### Vorrunde
|              | Gesamt |                | Hinspiel | Rückspiel |
| ------------ | ------ | -------------- | -------- | --------- |
| Karşıyaka SK | 4:5    | MKE Ankaragücü | 2:2      | 2:3       |

### Hauptrunde
|                    | Gesamt |                      | Hinspiel | Rückspiel |
| ------------------ | ------ | -------------------- | -------- | --------- |
| Ankara Demirspor   | 4:4    | Hacettepe            | 2:1      | 2:3       |
| PTT                | 1:1    | Beşiktaş Istanbul    | 1:0      | 0:1       |
| Bandırmaspor       | 1:0    | Feriköy SK           | 1:0      | 0:0       |
| MKE Ankaragücü     | 2:0    | Bursaspor            | 1:0      | 1:0       |
| Göztepe Izmir      | 0:2    | Eskişehirspor        | 0:1      | 0:1       |
| Mersin İdman Yurdu | 1:2    | Fenerbahçe Istanbul  | 0:0      | 1:2       |
| Altınordu Izmir    | 2:3    | Galatasaray Istanbul | 2:1      | 0:2       |

## Viertelfinale
|                  | Gesamt |                      | Hinspiel | Rückspiel |
| ---------------- | ------ | -------------------- | -------- | --------- |
| Bandırmaspor     | 0:2    | Galatasaray Istanbul | 0:0      | 0:2       |
| Eskişehirspor    | 2:1    | PTT                  | 1:0      | 1:1       |
| Ankara Demirspor | 2:4    | Fenerbahçe Istanbul  | 0:1      | 2:3       |
| MKE Ankaragücü   | 0:6    | Altay Izmir          | 0:1      | 0:5       |

## Halbfinale
- Hinspiele: 1. und 5. Juni 1968
- Rückspiele: 9. Juni 1968

|                      | Gesamt |                     | Hinspiel | Rückspiel |
| -------------------- | ------ | ------------------- | -------- | --------- |
| Galatasaray Istanbul | 2:3    | Altay Izmir         | 2:1      | 0:2       |
| Eskişehirspor        | 1:3    | Fenerbahçe Istanbul | 0:2      | 1:1       |

## Finale

### Hinspiel
| Paarung             | Fenerbahçe Istanbul – Altay Izmir |
| Ergebnis            | 2:0 (1:0) |
| Datum               | 16. Juni 1968 um 17:30 Uhr |
| Stadion             | Mithatpaşa-Stadion, Istanbul |
| Schiedsrichter      | Alfred Ott ( BR Deutschland) |
| Tore                | 1:0 Ogün Altıparmak (26.) 2:0 Nedim Doğan (64.) |
| Fenerbahçe Istanbul | Yavuz Şimşek – Levent Engineri, Şükrü Birand, Ercan Aktuna – Fuat Saner, Ziya Şengül, Selim Soydan, Ogün Altıparmak – Nedim Doğan, Yaşar Mumcuoğlu, Can Bartu (67. Erdinç Sandalcı) Cheftrainer: Ignác Molnár ( Ungarn) |
| Altay Izmir         | Varol Ürkmez – Zinnur Sarı, Yılmaz Canlısoy, Enver Katip, Aytekin Erhanoğlu (46. Behzat Çınar) – Ali Rıza Şenol, Roland Magnusson, Aydın Yelken, Oğuz Böke – Mustafa Denizli, Feridun Öztürk Cheftrainer: Halil Bıçakçı |

### Rückspiel
| Paarung             | Altay Izmir – Fenerbahçe Istanbul |
| Ergebnis            | 1:0 (1:0) |
| Datum               | 23. Juni 1968 um 19:30 Uhr |
| Stadion             | Alsancak-Stadion, Izmir |
| Schiedsrichter      | Othmar Huber ( Schweiz) |
| Tore                | 1:0 Aytekin Erhanoğlu (11.) |
| Altay Izmir         | Varol Ürkmez – Yılmaz Canlısoy, Enver Katip, Aytekin Erhanoğlu – Ali Rıza Şenol, Roland Magnusson, Doğan Akı (75. Mithat Mıhçı), Aydın Yelken – Mustafa Denizli, Oğuz Böke, Feridun Öztürk Cheftrainer: Halil Bıçakçı                    |
| Fenerbahçe Istanbul | Yavuz Şimşek – Ercan Aktuna, Yılmaz Şen, Şükrü Birand, Levent Engineri – Ziya Şengül, Selim Soydan, Can Bartu – Ogün Altıparmak, Nedim Doğan (46. Fuat Saner), Yaşar Mumcuoğlu (70. Erdinç Sandalcı) Cheftrainer: Ignác Molnár ( Ungarn) |

## Beste Torschützen
| Rang | Spieler         | Verein               | Tore |
| ---- | --------------- | -------------------- | ---- |
| 1    | Cahit Eruz      | Ankara Demirspor     | 5    |
| 1    | Metin Yılmaz    | MKE Ankaragücü       | 5    |
| 3    | Ögün Altıparmak | Fenerbahçe Istanbul  | 4    |
| 3    | Mustafa Denizli | Altay Izmir          | 4    |
| 3    | Uğur Kayacan    | Karşıyaka SK         | 4    |
| 6    | Uğur Köken      | Galatasaray Istanbul | 3    |
| 6    | Yaşar Mumcuoğlu | Fenerbahçe Istanbul  | 3    |
| 6    | Metin Oktay     | Galatasaray Istanbul | 3    |
| 6    | Gökmen Özdenak  | Galatasaray Istanbul | 3    |
| 6    | Fuat Saner      | Fenerbahçe Istanbul  | 3    |